# Nikki Gooley
Nikki Gooley (geboren in Sydney) ist eine australische Maskenbildnerin.

## Leben
Nachdem Gooley zu High-School-Zeiten an einem Masken-Workshop teilgenommen hatte, war sie fasziniert von dem Gedanken, als Maskenbildnerin zu arbeiten. Sie ging gemeinsam mit Joy Smithers auf die Fort Street High School. Beide träumten davon, mit der Maskenbildnerin Smilka zusammenzuarbeiten. Nach dem Ende ihrer Schulzeit machte Gooley eine künstlerische Ausbildung und ging dann auf die Dawn Swane’s Three Arts Makeup School.
Ihr erster Film hieß Unfinished Business, entstand unter der Regie von Bob Ellis und wurde 1985 veröffentlicht. Seitdem hat sie an verschiedenen Filmen, aber auch an Werbefilmen und Musikvideos als Maskenbildnerin mitgewirkt.
Gooley lebte einige Jahre in London, aber nun wieder (Stand 2012) in Sydney. Sie ist Mitglied der Australian Academy of Cinema and Television Arts.
Gooley ist Mutter zweier Kinder.

## Auszeichnungen und Nominierungen (Auswahl)
Bei der Oscarverleihung 2006 war sie gemeinsam mit Dave Elsey für ihre Arbeit an Star Wars: Episode III – Die Rache der Sith für den Oscar in der Kategorie Bestes Make-up nominiert.
Im selben Jahr erhielt sie gemeinsam mit Howard Berger und Greg Nicotero einen British Academy Film Award sowie Saturn Award für ihre Arbeit an Die Chroniken von Narnia.

## Filmografie (Auswahl)
- 2003: Peter Pan
- 2005: Star Wars: Episode III – Die Rache der Sith (Star Wars: Episode III – Revenge of the Sith)
- 2005: Die Chroniken von Narnia (The Chronicles of Narnia: The Lion, the Witch and the Wardrobe)
- 2009: X-Men Origins: Wolverine